# Подгородная Каменка
Подгородная Каменка — село в городском округе Ульяновск в Ульяновской области.

## География
Располагается напротив села Лаишевка, на правой стороне реки Свияги, в том месте, где в неё впадает небольшая речка Каменка. Расстояние до центра Ульяновска составляет 11 км.

## Название
Новую слободу, по названию речки, назвали Каменной слободой, а с постройкой в 1654 году церкви во имя Преображения Спасова, по названию церкви — Преображенское Каменка. Потом, с середины XIX века, она стала именоваться Подгородная Каменка — расположенная «под городом», близко к нему.

## История
Село основано в 1648 году при строительстве Симбирской черты. Первыми поселенцами стали сто человек конных казаков: станичников и сторожей. Они получили 2020 четвертей (3030 десятин) земли на пашню и 471 десятину сенных покосов.
В 1697 году 95 семейств казаков были переведены из Каменной слободы «в Азов на вечное житье», а в 1699 году их земли были розданы разным лицам: Костромской Троицкий Ипатьевский монастырь  получил в вотчину 500 четвертей пашни; думный дьяк Любим Алферьевич Домнин приобрёл 500 четвертей; дворцовым стряпчим Петру и Василию Ивановичам Григоровым дано 300 четвертей и подьячим Степану и Фёдору Ключаревым пожаловано 239 четвертей.
В 1701 году были задержаны беглые крестьяне и бобыли, бежавшие от хлебного недорода из разных сел и деревень Костромского и Владимирского уездов и их поселили в селе Каменке.
В 1708 году село вошло в состав Симбирского уезда Казанской губернии (1708—1781).
В 1780 году, при создании Симбирского наместничества, село Преображенское Каменка тож, помещиковых крестьян, вошло в состав Симбирского уезда.
В 1792 году на месте старой церкви была построена новая церковь. Деньги на её постройку выделил Степан Егорович Кротков, проживающий в соседнем селе Ишеевка. В 1821 году церковь была полностью уничтожена пожаром, но в 1823 году её восстановили местные жители уже с приделом Николая Чудотворца.
В 1796 году — в Симбирской губернии.
В 1861 году село вошло в Сельдинскую волость. В этом же году по просьбе сельского общества в Подгородной Каменке была открыта школа, которая располагалась в церковной караулке. Обучал грамоте местный священник. В 1875 году открылась новая школа.
В 1871 году на каменской ярмарке побывал шотландский и российский художник, первый представитель жанровой художественной фотографии Каррик Вильям Андреевич, который сделал фотографии показывающих жизнь крестьян и мастеровых.
В 1918 году село Подгородная Каменка стало центром сельсовета, в которое вошла и деревня Поливный Враг (ныне Поливно).
В 1924 году — в Ульяновской волости Ульяновском уезде Ульяновской губернии.
В 1928 году — в Ульяновском районе Ульяновского округа Средне-Волжской области / Средне-Волжского края / Куйбышевской области.
В 1930 году был организован колхоз «Свободный Труд».
В 1943 году — в Ульяновском районе Ульяновской области.
В 1954 году Лаишевский сельский Совет был включён в состав Подгорно-Каменского сельского Совета.
20 января 1976 года Подгорно-Каменский сельский Совет был переименован в Лаишевский.
С 2005 года — в городском округе Ульяновск.

## Население
| Год  | Число дворов | Число жителей | Примечания |
| ---- | ------------ | ------------- | --- |
| 1648 |              | 100           | |
| 1780 |              | 421           | Ревизских душ |
| 1859 | 141          | 1236          | |
| 1900 | 142          | 1189          | |
| 1913 | 236          | 1587          | |
| 1924 | 225          | 1432          | есть школа 1-й ступени.                                                                                                |
| 1930 | 344          | 1503          | В с/с входили: Лаишевка, Подгор. Каменка, Поливной Враг, Протопоповка,Энергичный "Труд" колхоз, Лесной кордон № 12-13. |
| 1996 |              | 195           | |
| 2010 |              | 176           | |

## Достопримечательности
- В удельной даче села Подгородной Каменки, есть городок треугольной формы. Преданий об этом городке не сохранилось[13].
- Спасо-Преображенская церковь[14][15][16][17][18][19].

## Галерея старых фото
- Фото Каррик, Вильям Андреевич: фермеры на пути к рынку Каменки. 1870 г.
- Фото Каррик, Уильям: крестьяне на рынке Каменки под Симбирском, 1862 г.
- Фото Каррик, Уильям: фермер на пути к рынку Каменки, 1870 г.
- Фото Каррика Уильяма: Каменская ярмарка.
- Спасо-Преображенская церковь.